# Epiblema scutulana

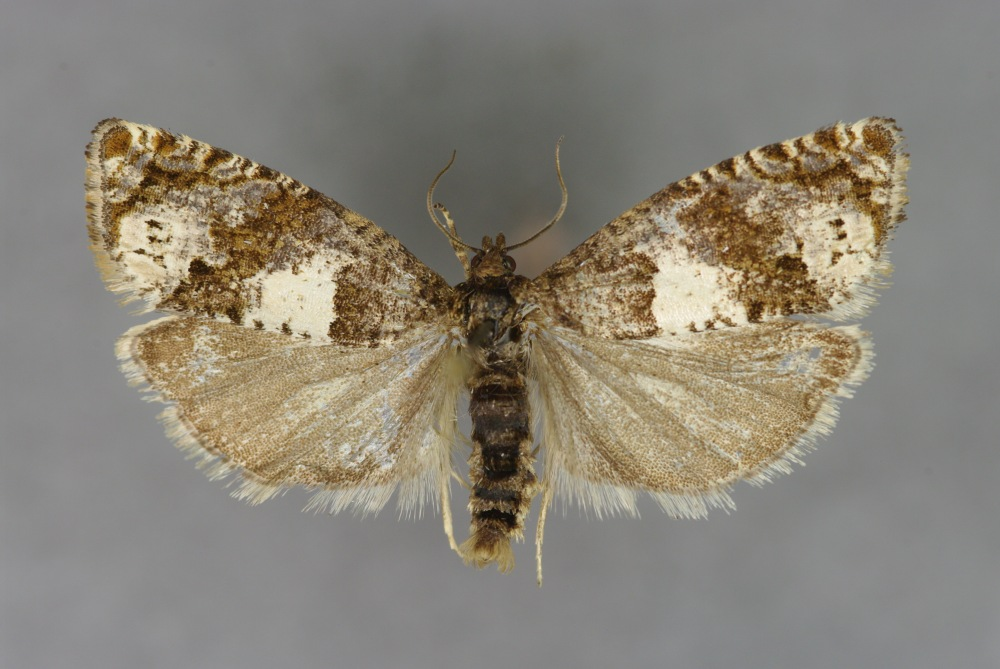
Präparat – gespannter Falter

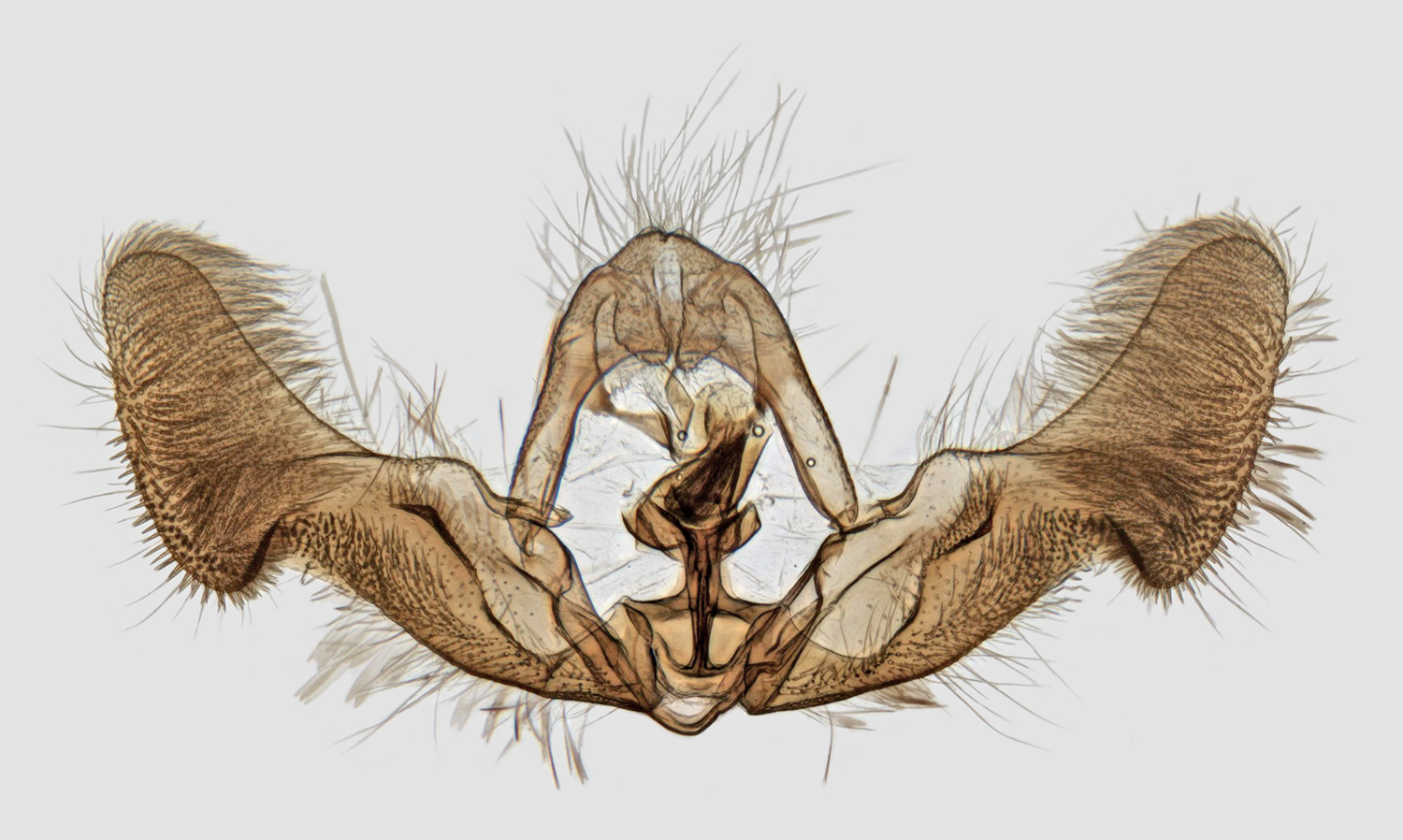
Männliche Genitalien

Epiblema scutulana ist ein Schmetterling (Nachtfalter) aus der Familie der Wickler (Tortricidae).

## Merkmale
Die Flügelspannweite beträgt 18–23 mm. Am Innenrand sowie am Innenwinkel der Vorderflügel befindet sich jeweils ein großflächiger weißer Fleck. Ansonsten sind die Vorderflügel blauschwarz, grau und braun gemustert. Die Hinterflügel sind einfarbig beige. Epiblema cirsiana, demselben Artenkomplex zugehörig, wird erst in der jüngeren Zeit als eine eigenständige Art betrachtet. Offenbar sind die Hinterflügel der Männchen im Gegensatz zu E. scutulana dunkler. Eine weitere ähnliche Art ist Epiblema strictiana. Auf deren Vorderflügeln fehlt jedoch der weiße Fleck am Innenwinkel.

## Verbreitung
Epiblema scutulana ist in der Paläarktis heimisch. Die Art kommt in weiten Teilen Europas, einschließlich Fennoskandinavien und den Britischen Inseln, vor. Im Süden reicht das Verbreitungsgebiet bis in den Mittelmeerraum, im Osten nach Asien.

## Lebensweise
Die Raupen minieren in den Stängeln und an der Wurzelbasis ihrer Wirtspflanzen. Zu diesen gehören insbesondere die Gewöhnliche Kratzdistel (Cirsium vulgare) und die Nickende Distel (Carduus nutans). Als weitere Wirtspflanzen werden genannt: Silberdistel (Carlina acaulis), Golddistel (Carlina vulgaris), Kletten (Arctium), Flockenblumen (Centaurea) und Greiskräuter (Senecio). Die Falter fliegen von Mai bis September. Man beobachtet sie insbesondere in den Monaten Mai und Juni. Die Schmetterlinge halten sich gerne auf Wiesen und Ruderalflächen mit Distelbewuchs auf. Die Raupenzeit beginnt gewöhnlich im September. Die Raupen überwintern im oberen Teil der Mine und verpuppen sich dort im Frühjahr.

## Parasitoide
Zu den Parasitoiden von Epiblema scutulana gehören neben Bassus clausthalianus aus der Familie der Brackwespen folgende Schlupfwespen: Campoplex difformis, Campoplex molestus, Glypta consimilis, Glypta tenuicornis, Iseropus stercorator und Scambus nigricans. Als ein weiterer Parasitoid wird Actia lamia aus der Familie der Raupenfliegen genannt.